# Ourisia coccinea subsp. elegans
Ourisia coccinea subsp. elegans es una subespecie de planta con flores de la familia Plantaginaceae que es endémica de los hábitats montañosos de los Andes del sur de Chile. Rodolfo Amando Philippi describió O. elegans en 1859, que ahora se reconoce como una subespecie de O. coccinea. Esta subespecie se encuentra en las partes norte y oeste del área de distribución de O. coccinea y tiene hojas crenadas, lobuladas y glabras (sin pelos) en la superficie superior, y y tiene pedicelos con pelos glandulares de menos de 0,1 mm de largo.

## Taxonomía
Ourisia coccinea subsp. elegans pertenece a la familia de plantas Plantaginaceae. Fue descrita por Rodolfo Amando Philippi como O. elegans en 1859, y ahora se reconoce como una subespecie de Ourisia coccinea.  El material tipo fue recolectado en la Región de Los Ríos, Chile, en Futa, Provincia de Valdivia, por Philippi en 1854.  El lectotipo fue designado por el botánico argentino Ricardo Rossow y se encuentra en el Museo Nacional de Historia Natural de Chile en Santiago (SGO 056367).   Ourisia coccinea var. minor, descrito por George Bentham en 1846, es un sinónimo a O. coccinea subsp. elegans, al igual que O. coccinea var. elegans.  
Se reconocen dos subespecies alopátricas de O. coccinea, siendo O. coccinea subsp. elegans de las áreas norte y oeste del área de distribución de la especie, mientras que O. coccinea subsp. coccinea se distribuye en las partes oriental y meridional.
Las dos subespecies se pueden distinguir por los bordes de las hojas, los pelos de las hojas y los pelos del pedicelo  Ourisia coccinea subsp. elegans tiene hojas lobuladas, crenadas y sin pelos en la superficie superior y pedicelos escasamente peludos con pequeños pelos glandulares subsésiles (<0,1 mm). En cambio, O. coccinea subsp. coccinea tiene hojas crenadas pero no lobuladas que son peludas en la superficie superior y pedicelos densamente peludos con pelos glandulares cortos a largos (0,1-0,7 mm de largo) 

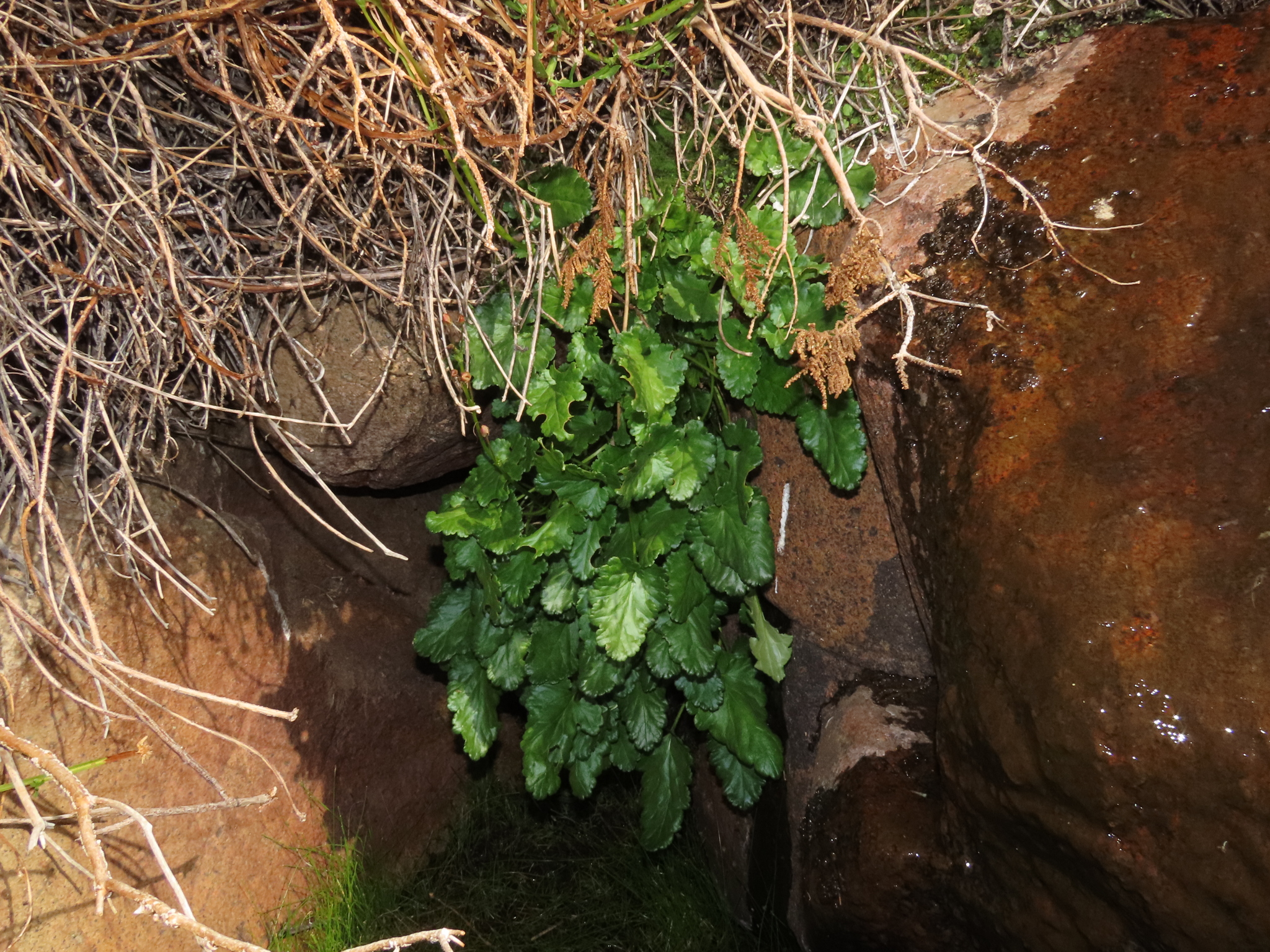
Hojas lobuladas y crenadas

## Descripción
Plantas de Ourisia coccinea subsp. elegans son hierbas perennes, erectas y con forma de roseta. Los tallos cortos miden entre 2,8 y 8,9 mm de ancho y son glabros (sin pelos) o raramente peludos, con pelos largos no glandulares. Las hojas están agrupadas estrechamente en una subroseta o roseta, pecioladas, de 16,6 a 52,2 mm de largo por 17,8 a 55,9 mm de ancho (relación largo:ancho 0,8 a 1,0:1). Los pecíolos de las hojas miden entre 2 y 14 cm de largo y están densamente pilosos, con pelos largos no glandulares. Las láminas de las hojas son estrechamente ovadas, ovadas, ampliamente ovadas o muy ampliamente ovadas, más anchas debajo de la mitad, generalmente con un ápice redondeado, una base cordada y bordes crenados que también son lobulados. Ambas superficies de las hojas suelen ser glabras y la superficie inferior también es punteada. Las inflorescencias son erectas, con racimos peludos de hasta 53 cm de largo, con 3 hasta 8 nudos florales y hasta 29 flores en total por racimo. Cada nodo floral tiene 1 o 2 flores y 2 brácteas pecioladas o sésiles que son oblanceoladas, obovadas, lanceoladas o muy ampliamente ovadas. Las brácteas son similares a las hojas pero más pequeñas, de 3,6 a 24,1 mm de largo y de 1,1 a 13,3 mm de ancho y pecioladas (sólo las brácteas inferiores) o sésiles. Las flores nacen en un pedicelo de hasta 47,5 mm de largo y está peludo mayormente cerca del cáliz con pequeños pelos glandulares (<0,1 mm). El cáliz mide entre 2,6 a 5,3 mm de largo y es regular, con los 5 lóbulos divididos de manera uniforme hasta la base del cáliz, glabro o a veces en el exterior peludo con pelos glandulares diminutos o cortos (hasta 0,1 mm de largo), sésiles o peciolados. La corola mide entre 30,9 y 33,3 mm de largo (incluyendo el tubo de la corola de 19,7 a 29,9 mm), y es recto o ligeramente curvado, bilabiado, tubular-embutido, rojo, con estrías paralelas oscuras, glabro o piloso con diminutos pelos glandulares sésiles en el exterior y glabro en el interior. Los lóbulos de la corola miden entre 3,0 y 10,5 mm de largo, no están extendidos o solo ligeramente extendidos, son subrectangulares o redondeados y profundamente emarginados. Hay 4 estambres que son didínamos, con dos estambres largos que son exertos y dos estambres cortos que llegan hasta la abertura del tubo de la corola o están incluidos. El estilo mide de 20,1 a 30,6 mm de largo, es exerto y tiene un estigma emarginado o capitado. El ovario mide entre 3,5 y 4,3 mm de largo. Los frutos son cápsulas con dehiscencia loculicida y los pedicelos fructíferos miden entre 20,2 y 29,2 mm de largo. Se desconoce el número de semillas en cada cápsula, y las semillas miden entre 0,6 y 1,2 mm de largo y entre 0,2 y 0,8 mm de ancho, son elípticas y tienen una cubierta reticulada (que tiene un patrón similar a una red) débilmente bicapa (o a veces de una sola capa) con retículos primarios gruesos, lisos y poco profundos.
Ourisia coccinea subsp. elegans florece y fructifica de octubre a febrero.
No se conoce el número de cromosomas de Ourisia coccinea subsp. elegans.

## Distribución y hábitat
Ourisia coccinea subsp. elegans es endémica de la cordillera de los Andes de Chile desde aproximadamente los 31°S a los 40°S de latitud, en las partes norte y oeste del rango de distribución de O. coccinea.  Se encuentra en las regiones chilenas de Coquimbo, Santiago Metropolitano, O'Higgins, Maule, Ñuble, Biobío, Araucanía, Los Ríos y Los Lagos.  Generalmente crece entre 90 y 1250 m sobre el nivel del mar, pero en la parte norte de su área de distribución puede alcanzar altitudes de entre 1800 y 2600 m. Se encuentra en bosques umbríos en las orillas de arroyos o ríos, cerca de cursos de agua. 

## Filogenia
Se incluyó un individuo de O. coccinea subsp. elegans en unos análisis filogenéticos de todas las especies del género Ourisia, utilizando marcadores de secuenciación de ADN estándar (dos marcadores de ADN ribosómico nuclear y dos regiones de ADN de cloroplasto) y datos morfológicos.   En esos análisis, Ourisia coccinea subsp. elegans siempre se formaba parte del clado de especies herbáceas andinas con un alto apoyo estadísitco y también siempre era la especie hermana de O. alpina con un alto apoyo estadístico (O. coccinea subsp. coccinea no formó parte de las muestras de los estudios). 